# Vírus da hepatite E
O Vírus da hepatite E é o vírus responsável pela Hepatite E, doença cujo contágio se dá através de consumo de água e alimentos contaminados com fezes e endêmica na Ásia e na África.